# Рыборецкое общество
Рыборе́цкое  общество — сельское общество, входившее в состав Шелтозерско-бережной волости Петрозаводского уезда Олонецкой губернии.

## Общие сведения
Согласно «Списку населённых мест Олонецкой губернии по сведениям за 1905 год» общество состояло из следующих населённых пунктов:
| № | Населённый пункт | Расстояние до волостного правления в верстах | Количество семей | Всего жителей |
| - | ---------------- | -------------------------------------------- | ---------------- | ------------- |
| 1 | Каккарова        | 10                                           | 34               | 218           |
| 2 | Роп-ручей        | 14                                           | 60               | 435           |
| 3 | Житно-ручей      | 16                                           | 66               | 426           |
| 4 | Погост           | 16                                           | 41               | 228           |
| 5 | Другая-река      | 19                                           | 98               | 678           |
| 6 | Телаорга         | 21                                           | 6                | 51            |
| 7 | Каскес-ручей     | 25                                           | 108              | 683           |
| 8 | Карповская       | 26                                           | 27               | 191           |

Волостное правление располагалось в селении Еремеев посад. 
В настоящее время территория общества относится в основном к Прионежскому району Республики Карелия.